# Joan W. Bennett
Pour les articles homonymes, voir Joan Bennett et Bennett.
Joan Wennstrom Bennett (née le 15 septembre 1942) est une généticienne fongique qui est également active sur les questions concernant les femmes dans la science.

## Biographie
Diplômée du Upsala College (BS 1963) et de l'Université de Chicago (MS 1964, Ph.D. 1967), elle fait partie du corps professoral de l'Université Tulane pendant 35 ans. Elle est ancienne présidente de la Société américaine de microbiologie (1990-1991) et de la Society for Industrial Microbiology and Biotechnology (2001-2002), et ancienne rédactrice en chef de Mycologia (2000-2004). Elle est élue à l'Académie nationale des sciences  en 2005.
Pendant son séjour à l'Université Tulane, Bennett fait partie du comité qui crée le premier centre pour femmes au Newcomb College (le collège des femmes de Tulane) et enseigne un cours populaire sur la biologie des femmes à partir de 1975. Après que le professeur Bennett ait rejoint la faculté Rutgers, elle est nommée vice-présidente associée pour créer un bureau pour la promotion des femmes dans les sciences, l'ingénierie et les mathématiques  qui promeut l'équité entre les sexes et les races dans les sciences, les mathématiques, et ingénierie.
La professeure Bennett est la première femme menant à la permanence embauchée à la faculté du département de biologie de l'Université Tulane. Là-bas, le Dr Bennett et son laboratoire établissent un programme de recherche sur la génétique et la biosynthèse de l'aflatoxine en collaboration avec des scientifiques du Southern Regional Research Center, une branche du Département de l'Agriculture des États-Unis à la Nouvelle-Orléans, en Louisiane. Cette recherche fournit un modèle utile pour d'autres métabolites secondaires des polycétides et élargit les possibilités de réduction de ces poisons dans les aliments et l'environnement. Après l'Ouragan Katrina, la professeure Bennett part à l'Université Rutgers où elle est actuellement professeure II au Département de biologie et pathologie végétales. Son laboratoire Rutgers est le premier à utiliser des systèmes de modèles génétiques pour élucider les effets physiologiques des composés organiques volatils fongiques.
Bennett est mariée à David Lorenz Peterson, un consultant en systèmes informatiques. Elle est mère de trois fils : John Frank Bennett, Daniel Edgerton Bennett et Mark Bradford Bennett.